# ريصانة الشمالية
ريصانة الشمالية هي قرية مغربية شمال المملكة. تنتمي ريصانة الشمالية لإقليم العرائش الساحلي. تضم هذه القرية 12.266 نسمة (إحصاء 2004).

## دواوير الجماعة القروية
- ريصانة (المركز)
- اولاد عمران المكي
- اولاد عمران الكروطة
- اولاد حمو خزعال
- اولاد حمو بن علي
- الجريديين
- اولاد بوملحة
- اولاد بنداود
- دوار 31
- اولاد بو حميدة
- الصوالح
- الخراشفة
- البريج
- البجيجيين
- زراهنة
- الغياليف
- دويعيسى
- عامر الرويحين
- عامر عين الحنة
- اولاد زيتون
- صيار تاركونت
- عرباوة
- اولاد سلطان.